# 李斯特菌症
李斯特菌症（英語：listeriosis）是一种细菌感染引發的病症，通常会出現腹泻、发烧和肌肉疼痛等症狀。并发症可能包括败血症、脑膜炎或脑炎。接触病菌后，可能需要长达4周的时间才会出现严重疾病。
最常见的病因是食用受单核细胞增生李斯特菌污染的食物。虽然此病菌很常见，也常接触到，但很少造成严重病症。最常發病的高風險族群包括老年人、胎兒、新生兒以及免疫功能低下者。孕婦感染李斯特菌，可能造成死产、流产、早产。
常规粪便检查无法培養出此細菌。可由血液或腦脊液中培养到细菌來確定诊断。对于培养结果阳性的患者，通常應使用抗生素治療，如：氨苄西林和庆大霉素，療程需持续两到三周。对青霉素过敏者可使用甲氧苄啶／磺胺甲恶唑。预防措施包括安全地处理食品、召回受污染食品、避免食用未经巴氏消毒的牛奶和冷熟食肉类。重症患者的死亡风险约为20%。
2010年，全球约有23,000例李斯特菌症病例。在美国，每年感染李斯特菌症約有1,600人，並导致约260人死亡。由於可通過糞口傳染，病例可能會集體暴发。在1981年首次發現李斯特菌會造成食源性疾病，並引發食物中毒。除了人类以外，其他动物也可能被感染。

## 外部連結
- 维基共享资源上的相關多媒體資源：李斯特菌症
- 美國疾管局的李斯特菌病網頁